# Маньи-ле-Виллер
Маньи́-ле-Вилле́р (фр. Magny-lès-Villers) — коммуна во Франции, находится в регионе Бургундия. Департамент коммуны — Кот-д’Ор. Входит в состав кантона Нюи-Сен-Жорж. Округ коммуны — Бон.
Код INSEE коммуны — 21368.

## Население
Население коммуны на 2010 год составляло 258 человек.
| 1962 | 1968 | 1975 | 1982 | 1990 | 1999 | 2010 |
| ---- | ---- | ---- | ---- | ---- | ---- | ---- |
| 205  | 207  | 184  | 224  | 242  | 246  | 258  |

## Экономика
В 2010 году среди 170 человек трудоспособного возраста (15—64 лет) 131 были экономически активными, 39 — неактивными (показатель активности — 77,1 %, в 1999 году было 75,5 %). Из 131 активных жителей работали 122 человека (63 мужчины и 59 женщин), безработных было 9 (5 мужчин и 4 женщины). Среди 39 неактивных 11 человек были учениками или студентами, 24 — пенсионерами, 4 были неактивными по другим причинам.